# دوبيرمان
دوبيرمان هو فيلم من نوع حركة وجريمة أُصدر في 1997. الفيلم من إنتاج كنال+، ومن توزيع افلام ميدوسا ‏، وهو من إخراج يان كونين، أما السيناريو فكان من كتابة جويل هوسين.

## القصة
تقع أحداث الفيلم في باريس.

## طاقم التمثيل
- Florence Thomassin [الإنجليزية]‏
- Francia Séguy  [لغات أخرى]‏
- باتريك روكا  [لغات أخرى]‏
- ايريك نيفي [الإنجليزية]‏
- فينسنت كاسل
- ستيفان ميتزجر
- عفيف بن بدره
- انطوان باسلر
- كتكوت اورتيغا  [لغات أخرى]‏
- دومينيك باسنفلد  [لغات أخرى]‏
- كاريو
- Marc Duret [الإنجليزية]‏
- Pascal Demolon  [لغات أخرى]‏
- باتريك لامبرت  [لغات أخرى]‏
- Roland Amstutz  [لغات أخرى]‏
- غاسبار نوي
- روميان دوريس
- لورا مانا
- François Levantal [الإنجليزية]‏
- مارك كارو
- يان كونين
- مونيكا بيلوتشي

## الإنتاج
موسيقى الفيلم التصويرية كانت من تأليف فرانسوا روي ‏ وجان جاك هيرتز ‏.

## وصلات خارجية
- دوبيرمان على موقع IMDb (الإنجليزية)
- دوبيرمان على موقع روتن توميتوز (الإنجليزية)
- دوبيرمان على موقع ألو سيني (الفرنسية)
- دوبيرمان على موقع Turner Classic Movies (الإنجليزية)
- دوبيرمان على موقع أول موفي (الإنجليزية)
- دوبيرمان على موقع فيلمافينيتي (الإسبانية)
- دوبيرمان على موقع قاعدة بيانات الأفلام السويدية (السويدية)
- دوبيرمان على موقع قاعدة بيانات الفيلم (الإنجليزية)
- دوبيرمان على موقع ليتربوكسد (الإنجليزية)
- دوبيرمان على موقع كينوبويسك (الروسية)